# Navy Seals (videogioco 1990)
Navy Seals è un videogioco sparatutto sviluppato e pubblicato da Ocean Software nel 1990-1991 per diversi home computer, basato sul film Navy Seals - Pagati per morire. Nel 1991 uscì una versione piuttosto differente per Game Boy.

## Sviluppo
Nel 1987 Ocean Software ha iniziato a realizzare videogiochi basati su film tra cui Platoon, RoboCop, The Untouchables e Total Recall. Come altri videogiochi prodotti dalla compagnia, Navy Seals è stato sviluppato in un lasso di tempo molto ristretto.
La colonna sonora del gioco è composta da Matthew Cannon.